# Liste der Einträge im National Register of Historic Places im Dunn County (Wisconsin)

Lage des Dunn County in Wisconsin

Die Liste der Einträge im National Register of Historic Places im Dunn County in Wisconsin führt alle Bauwerke und historischen Stätten im Dunn County auf, die in das National Register of Historic Places aufgenommen wurden.

## Legende
| NRHP | Historic Place    |
| HD   | Historic District |

## Aktuelle Einträge
| [ 2 ] | Name                                 | Bild                                 | Eintragsdatum        | Lage | Ort       | Beschreibung                                                                                                  |
| ----- | ------------------------------------ | ------------------------------------ | -------------------- | --- | --------- | --- |
| 1     | Colfax Municipal Building            | Colfax Municipal Building            | 2004 ID-Nr. 03001542 | 613 Main Street 45° 0′ 3″ N, 91° 43′ 40″ W                                                                                     | Colfax    | 1915 aus lokalem Sandstein errichtetes Gebäude für Polizeistation, Feuerwehr, Versammlungsraum und Bibliothek |
| 2     | Evergreen Cemetery                   | Evergreen Cemetery                   | 2006 ID-Nr. 06001117 | Nordende des Shorewood Drive 44° 53′ 21″ N, 91° 54′ 35″ W                                                                      | Menomonie | 1873 angelegter Friedhof der Holzfirma Knapp, Stout and Co.                                                   |
| 3     | Menomonie Downtown Historic District | Menomonie Downtown Historic District | 1986 ID-Nr. 86001667 | Abgegrenzt durch Main Street, Crescent Street, 5th Street, Wilson Street, 2nd Street und Broadway 44° 52′ 32″ N, 91° 55′ 28″ W | Menomonie | Viele mehr als 100 Jahre alte Gebäude im Queen Anne und im Italianate-Stil                                    |
| 4     | Louis Smith Tainter House            | Louis Smith Tainter House            | 1974 ID-Nr. 74000082 | Broadway Ecke Crescent Street 44° 52′ 44″ N, 91° 55′ 45″ W                                                                     | Menomonie | 1890 errichtetes Wohnhaus des Holzbarons Andrew Tainter                                                       |
| 5     | Mabel Tainter Memorial Building      | Mabel Tainter Memorial Building      | 1974 ID-Nr. 74000083 | 205 Main Street 44° 52′ 35″ N, 91° 55′ 44″ W                                                                                   | Menomonie | 1889 errichtetes Theater und Versammlungshaus                                                                 |
| 6     | Upper Wakanda Park Mound Group       | Upper Wakanda Park Mound Group       | 1999 ID-Nr. 99000818 | Pine Avenue Adresse nicht veröffentlicht                                                                                       | Menomonie | Reste verschiedener Mounds aus der Zeit zwischen 1000 und 1400 n. Chr.                                        |